# Šang Ťün-čcheng
Šang Ťün-čcheng (čínsky pchin-jinem Shāng Jùnchéng, znaky zjednodušené 商竣程, známý také jako Jerry Shang, * 2. února 2005 Peking) je čínský profesionální tenista hrající levou rukou. Ve své dosavadní kariéře na okruhu ATP Tour vyhrál jeden singlový turnaj. Na challengerech ATP a okruhu ITF získal pět titulů ve dvouhře. V roce 2023 vyhrál jako první Číňan v otevřené éře zápas mužské dvouhry na Australian Open. 
Na žebříčku ATP byl ve dvouhře nejvýše klasifikován v říjnu 2024 na 47. místě. Trénuje ho Martin Alund. Dříve tuto toli plnil Argentinec Dante Bottini. V roce 2019 se začal připravovat v bradentonské Akademii IMG.
V juniorském tenise si v sezóně 2021 zahrál finále US Open, semifinále Wimbledonu a čtvrtfinále French Open. Po skončení francouzského grandslamu se na kombinovaném juniorském žebříčku ITF, v červenci 2021, stal světovou jedničkou. Sezónu pak zakončil jako juniorský mistr světa, první z Číny v jakékoli soutěži.

## Soukromý život
Narodil se roku 2005 v čínské metropoli Pekingu do rodiny profesionálního fotbalisty Šanga I, hrajícího za klub Peking Kuo-an, a mistryně světa ve stolním tenise Wu Na. Tenis začal hrát v pěti letech. Za silný úder uvedl forhend, jako preferovaný povrch antuku a oblíbený turnaj Roland-Garros. Přezdívku „Jerry“ získal podle postavy myšáka Jerryho z animovaného seriálu Tom a Jerry.

## Tenisová kariéra
V květnu 2019 vyhrál jako 14letý juniorský turnaj v rodném Pekingu, což z něj učinilo prvního šampiona narozeného v roce 2005 na juniorské túře ITF. Díky přislušnosti k Akademii IMG obdržel v 16 letech divokou kartu do kvalifikace Miami Open 2021. Až prohrou v tiebreaku závěrečné sady jej vyřadil Brit Liam Broady z druhé stovky žebříčku. V rámci mužského okruhu ITF debutoval v září 2021 na turnaji v arkansaském Fayetteville, s dotací 15 tisíc dolarů. Ve čtvrtfinále zdolal bratra Vaidišové Tobyho Kodata a v závěrečných duelech Rumuna Boitana i Brita Mika Whitehouse, jemuž uštědřil „kanára“. Premiérovou účast tak proměnil v zisk titulu.

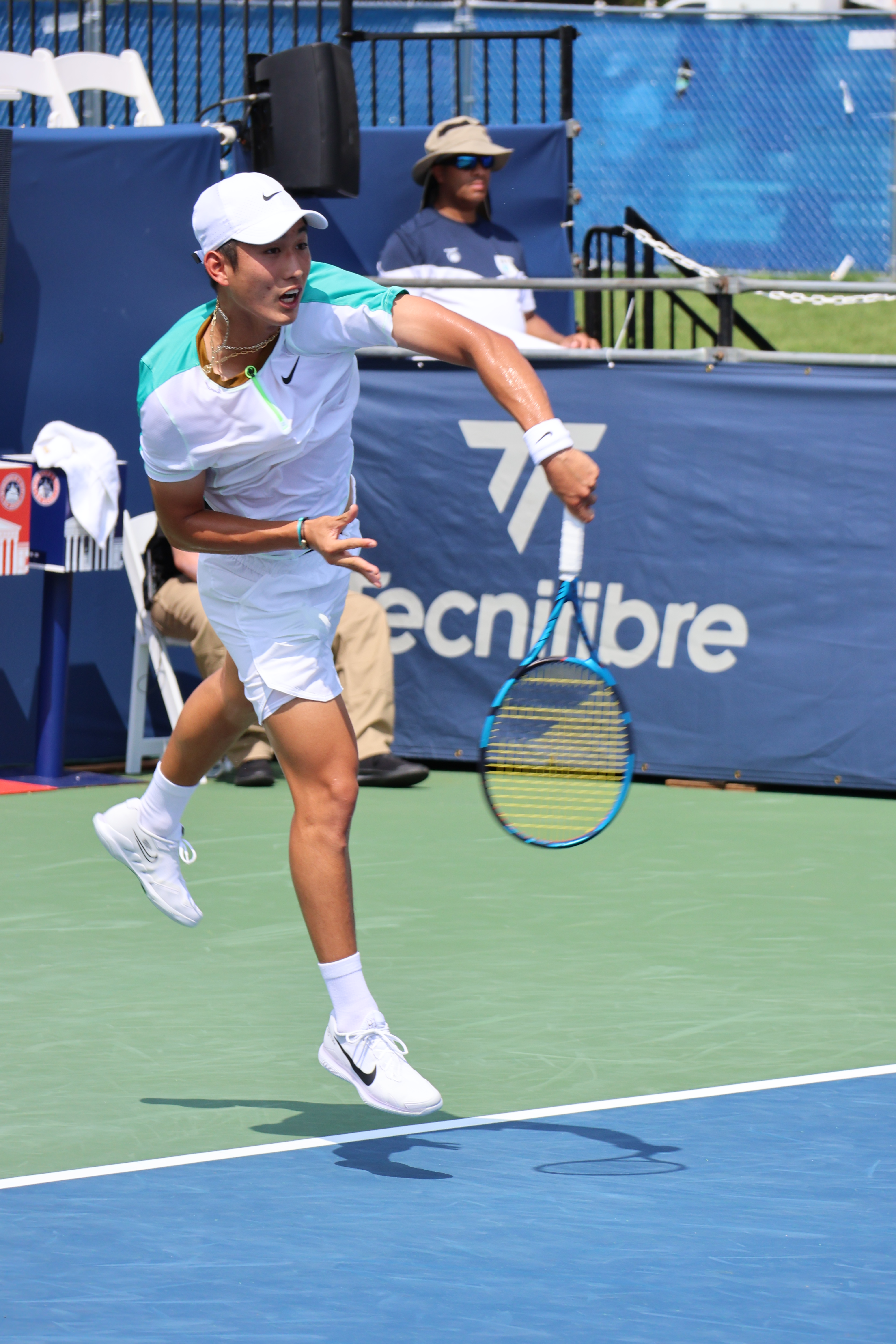
Podání na Washington Open 2023

Do hlavní soutěže okruhu ATP Tour poprvé zasáhl po zisku divoké karty na únorovém Rio Open 2022 z kategorie ATP 500, namísto del Portra, který oznámil ukončení kariéry. Časnou porážku mu přivodil Španěl Pedro Martínez ze sedmé světové desítky. Na velkých březnových turnajích ve Spojených státech následovala premiéra ve dvouhře série Masters. Na BNP Paribas Open 2022 v Indian Wells byl vyřazen v úvodním kole od světové devětadevadesátky Jaumeho Munara a na Miami Open 2022 od Američana Denise Kudly. První challenger vyhrál během srpna 2022 v kentuckém Lexingtonu. Ve druhém kole zdolal Kazachstánce Michaila Kukuškina, poté nejvýše nasazeného Romana Safiullina, v semifinále Američana Aleksandara Kovacevice a v závěrečném duelu Ekvádorce Emilia Gómeze. V 17 letech a 6 měsících se stal historicky nejmladším čínským vítězem challengeru, nejmladším šampionem v celém ročníku 2022, a v rámci okruhu nejmladším od triumfu Carlose Alcaraze v Alicante 2020. Během září 2022 poprvé pronikl do světové dvoustovky žebříčku ATP.
Grandslamovou premiéru prožil ve dvouhře Australian Open 2023 po zvládnuté tříkolové kvalifikaci, v níž na jeho raketě zůstali Fábián Marozsán, Fernando Verdasco a Zsombor Piros. Dvouhru si zahrál s krajany Wuem a Čangem. V 17 letech se stal nejmladším kvalifikantem od Alcaraze v ročníku 2021 a nejmladším startujícím v mužské polovině turnaje. Poprvé v otevřené éře (od roku 1968), tak do hlavní soutěže grandslamového turnaje zasáhli tři Číňani. Na Australian Open k tomu došlo vůbec poprvé od jeho založení v roce 1905. V úvodním melbournském kole přehrál Němce z osmé desítky Oscara Otteho, což něj  učinilo prvního čínského muže v open éře, který na australském grandslamu vyhrál utkání dvouhry. Poté však nenašel recept na americkou světovou sedmnáctku Francese Tiafoea. Do dvouhry French Open 2023 prošel opět díky zvládnuté kvalifikaci, v níž si poradil s Pablem Cuevasem, Marozsánem a Renzem Olivem. Z pětisetové bitvy úvodního kola pařížského singlu odešel poražen od Peruánce Juana Pabla Varillase, když v duelu ztratil vedení 2–0 na sety.

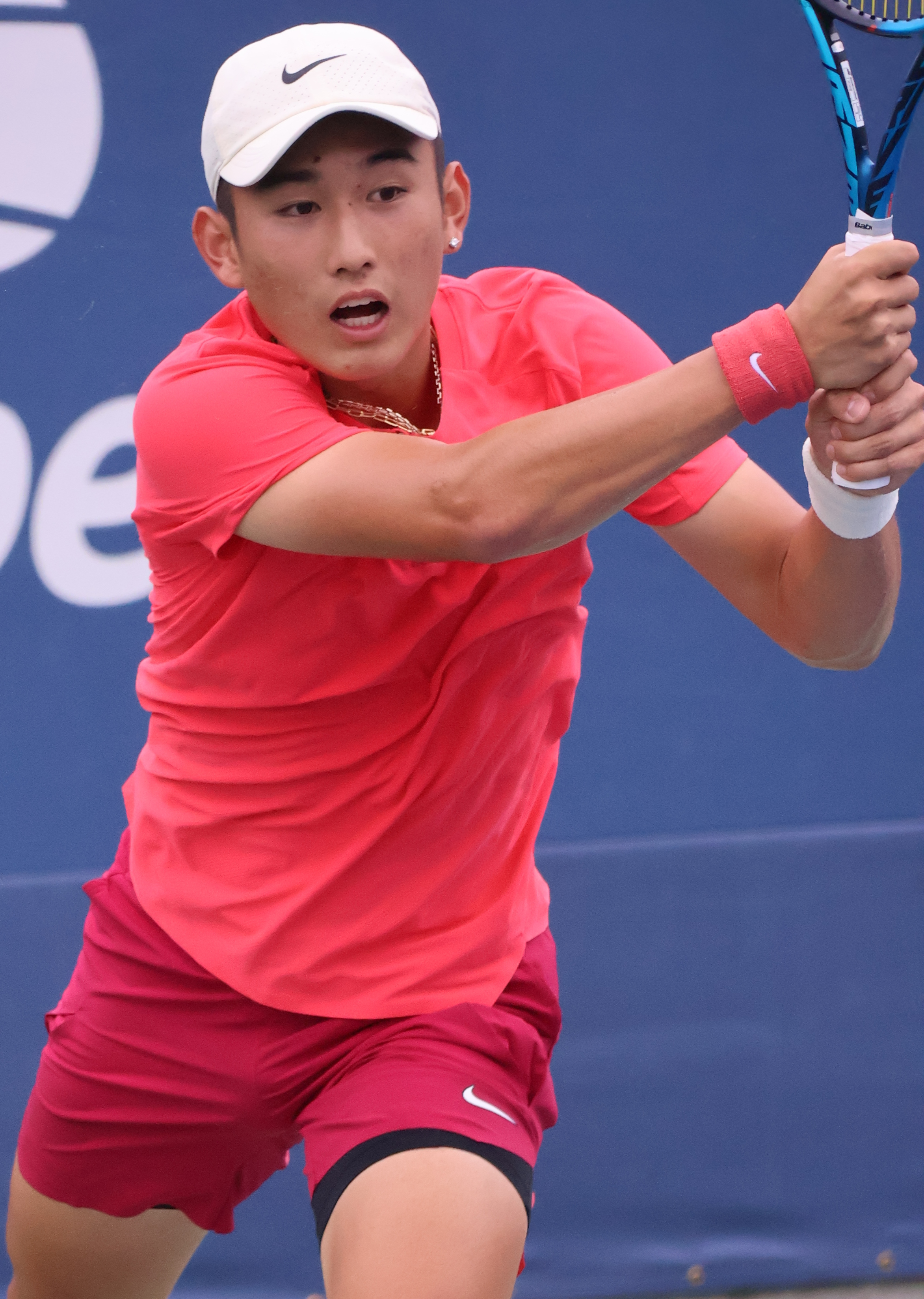
Bekhend v kvalifikaci US Open 2023

Do série US Open zasáhl červencovým Atlanta Open 2023, kde po kvalifikační výhře nad Cazauxem, si v úvodu dvouhry poradil se světovou jedenačtyřicítkou Benem Sheltonem. Poté nestačil na bradentonského tréninkového partnera Keie Nišikoriho. Do třetího kola se opět z kvalifikace probojoval na navazujícím Mubadala Citi DC Open 2023 ve Washingtonu, D.C. Ve druhé fázi turnaje ATP 500 znovu vyřadil Sheltona, než mu stopku vystavil desátý hráč žebříčku Tiafoe. První turnaj ATP na čínském území odehrál na zářijovém Zhuhai Championships 2023, kde jeho cestu soutěží časně ukončil Američan Mackenzie McDonald. V utkání se potýkal se svalovými křečemi. Navazující China Open v Pekingu a Rolex Shanghai Masters 2023 znamenaly porážky od japonských tenistů Jošihita Nišioky a Josukeho Watanukiho. Až na obnoveném China Hong Kong Tennis Open 2024 přerušil sérii proher, a poprvé na túře ATP postoupil do čtvrtfinále i semifinále. Na cestě do něj vyřadil srbskou světovou třiatřicítku Lasla Djereho až ziskem zkrácené hry závěrečné sady a po odvrácení dvou mečbolů. Ve druhém duelu, obsahujícím další tři tiebreaky, si poradil s padesátým hráčem pořadí Boticem van de Zandschulpem, ačkoli opět čelil mečbolové hrozbě. Mezi poslední osmičkou oplatil porážky z předchozí sezóny Francesi Tiafoevi. Výhrou nad světovou šestnáctkou dosáhl debutového vítězství nad členem Top 20. V semifinále jej zastavil pátý muž pořadí Andrej Rubljov, přestože vyhrál úvodní set.
Do třetího kola grandslamu se poprvé podíval na Australian Open 2024, po zisku divoké karty od pořadatelů. V prvním zvládnutém pětisetovém utkání kariéry porazil Mackenzieho McDonalda a nezastavil jej ani indický kvalifikant Sumit Nagal. Na počátku třetí sady třetího kola však skrečoval světové dvojce Carlosi Alcarazovi pro zranění, když do duelu už nastoupil se zatejpovaným pravým stehnem. V zápase získal jen dva gamy. Na cestě do prvního kariérního finále na okruhu ATP Tour, zářijového Chengdu Open 2024 v Čcheng-tu, jej nezastavili Kei Nišikori startující jako člen třetí stovky na divokou kartu, osmý nasazený Roman Safiullin, dvacátý sedmý muž žebříčku Alexandr Bublik ani Yannick Hanfmann z konce elitní stovky. Ve finále porazil o tři roky starší turnajovou jedničku a světovou devatenáctku Lorenza Musettiho z Itálie ve dvou setech. Na túře ATP se stal druhým čínským vítězem dvouhry, po triumfu I-ping Wua na Dallas Open 2023 a prvním Číňanem, jenž ovládl turnaj na čínském území. Rovněž představoval prvního šampiona okruhu narozeného v roce 2005 či později, což z něj učinilo i nejmladšího vítěze probíhajícího ročníku. Bodový zisk jej na žebříčku 23. září 2024 posunul o 15 míst výše, na nové maximum, 52. příčku.

## Finále na okruhu ATP Tour

### Dvouhra: 1 (1–0)
| Legenda                   |
| ------------------------- |
| Grand Slam (0)            |
| Turnaj mistrů (0)         |
| ATP Tour Masters 1000 (0) |
| ATP Tour 500 (0)          |
| ATP Tour 250 (1–0)        |

| Stav  | č. | datum     | turnaj          | kategorie | povrch | soupeř ve finále | výsledek      |
| ----- | -- | --------- | --------------- | --------- | ------ | ---------------- | ------------- |
| Vítěz | 1. | září 2024 | Čcheng-tu, Čína | ATP 250   | tvrdý  | Lorenzo Musetti  | 7–6(7–4), 6–1 |

## Tituly na challengerech ATP a okruhu ITF
| Legenda                  |
| ------------------------ |
| D – dvouhra; Č – čtyřhra |
| Challengery (1 D)        |
| ITF (4 D)                |

### Dvouhra (5 titulů)
| Č. | datum      | turnaj                      | povrch | poražený finalista     | výsledek           |
| -- | ---------- | --------------------------- | ------ | ---------------------- | ------------------ |
| 1. | září 2021  | Fayetteville, Spojené státy | tvrdý  | Mark Whitehouse        | 6–3, 6–0           |
| 2. | říjen 2021 | Naples, Spojené státy       | antuka | Duarte Vale            | 6–3, 7–6(7–3)      |
| 3. | říjen 2021 | Vero Beach, Spojené státy   | antuka | Ricardo Rodríguez-Pace | 7–6(8–6), 6–4      |
| 4. | únor 2022  | Naples, Spojené státy       | antuka | Felix Corwin           | 7–6(7–4), 7–6(7–1) |
| 5. | srpen 2022 | Lexington, Spojené státy    | tvrdý  | Emilio Gómez           | 6–4, 6–4           |

## Finále na juniorském Grand Slamu

### Dvouhra juniorů: 1 (0–1)
| Stav      | rok  | turnaj  | povrch | soupeř ve finále | výsledek      |
| --------- | ---- | ------- | ------ | ---------------- | ------------- |
| Finalista | 2021 | US Open | tvrdý  | Daniel Rincón    | 2–6, 6–7(6–8) |